# Свети Никола Летни (Маврово)
„Свети Никола Летни“ (на македонска литературна норма: „Свети Никола Летни“) е възрожденска църква в село Маврово, Северна Македония, част от Тетовско-Гостиварската епархия на Македонската православна църква – Охридска архиепископия.
Църквата изградена от рекански майстори в 1850 година. Престолните икони са изписани в 1855 година от видния дебърски майстор Дичо Зограф. По-късно в църквата работи и друг дебърски майстор Мелетий Божинов.
Църквата е потопена под Мавровското езеро в 1953 година, но към началото на XXI век поради засушаване е в голяма степен на сухо. В средата на 90-те години на XX век в Маврово започва изграждането на нова църква „Свети Никола“, подобна на потопената, която е завършена в 2006 година.

## Галерия
Отвътре
- Вътрешността на църквата
- Вътрешността на църквата
- Изглед отвътре към камбанарията на църквата
- Изглед отвътре към камбанарията на църквата
- Входът на църквата

Отвън
- Изглед към църквата заедно със село Маврово
- Изглед към потопената църква и село Маврово зад нея
- Църквата, когато е сухо
- Църквата през зимата
- Камбанарията на църквата
- Църквта отвън
- Изглед към църквата, когато е потопена под вода